# Bucky O'Hare (jeu vidéo)
Ne doit pas être confondu avec Bucky O'Hare (jeu vidéo d'arcade).
Bucky O'Hare (バッキー オヘア (Bakkī Ohea)) est un  jeu d'action plates-formes en 2D développé et édité par Konami en  janvier 1992 sur NES. Il s'agit d'une adaptation du dessin animé Bucky O'Hare et du comics original, Bucky O'Hare. Ce jeu est différent du jeu de combat Bucky O'Hare sorti sur Arcade.

## Synopsis
Dans un univers parallèle d'animaux anthropomorphiques, l'Aniverse, où les Animaux Unis (United Animals Federation) sont en guerre contre l'Empire Krapo (Toad Empire), controllé par le super ordinateur KOMPLEX. Bucky O'Hare, un lapin anthropomorphe, et les membres de son équipage ont pour mission de mettre fin à l'Empire Krapo. Après une attaque surprise de leur vaisseau spatial, le Righteous Indignation, l'équipage est capturé et Bucky, qui a pu s'échapper, doit maintenant les sauver.

## Système de jeu
Le jeu est composé de deux volets. Dans la première partie, Bucky doit sauver les membres de son équipage, retenus sur quatre planètes différentes : planète verte (jungle), rouge (volcanique), bleue (polaire) et jaune (lunaire). Chaque membre a ses propres armes et agilités, il y a : Bucky  (haut sauteur), Cyclor l'androide (AFC Blinky, destructeur d'obstacles), Canard d’œil (Deadeye, escaladeur), Jenny (un chat, lance-missiles à tête chercheuse) et Willy DuWitt (un jeune terrien avec canon ionique). Ensuite, Bucky et l'équipage libéré infiltrent un vaisseau, vaisseau-mère de l'empire Krapo.
Le système de jeu a été comparé à celui de la série Megaman.
Tous les membres de l'équipage du dessin animé apparaissent dans le jeu vidéo, à l'exception de Bruce (Bruiser).

## Accueil
- Famitsu : 24/40[1]